# Dix-mille îles
Les Dix-mille îles, ou Ten Thousand Islands en anglais, sont un archipel du golfe du Mexique bordant la côte sud-ouest de la Floride, aux États-Unis d'Amérique. La partie la plus méridionale de cet archipel appartient au parc national des Everglades, parc national qui protège une partie des Everglades.
La terre est historiquement occupée par les indigènes de Chokoloskee. Au début du XXème siècle, la zone est surtout occupée par des reclus fuyant les autorités. Le criminel Edgar J. Watson a laissé son nom à la Watson Island où il habitait. Les familles s'étant établies dans les îles à cette époque ont perdu leur droit de propriété à la suite de la création du parc national des Everglades.